# Cyrtodactylus inthanon
Espèce
Cyrtodactylus inthanon est une espèce de geckos de la famille des Gekkonidae.

## Répartition
Cette espèce est endémique de la province de Chiang Mai en Thaïlande.

## Étymologie
Son nom d'espèce lui a été donné en référence au lieu de sa découverte, le Doi Inthanon.

## Publication originale
- Kunya, Sumontha, Panitvong, Dongkumfu, Sirisamphan & Pauwels, 2015 : A new forest-dwelling Bent-toed Gecko (Squamata: Gekkonidae: Cyrtodactylus) from Doi Inthanon, Chiang Mai Province, northern Thailand. Zootaxa, no 3905 (3), p. 573–584.